# Thektogaster planifrons
Thektogaster planifrons är en stekelart som beskrevs av Huang 1990. Thektogaster planifrons ingår i släktet Thektogaster och familjen puppglanssteklar. Inga underarter finns listade i Catalogue of Life.